# Santa Lucía, Pedro Ascencio Alquisiras
Santa Lucía är en ort i Mexiko.   Den ligger i kommunen Pedro Ascencio Alquisiras och delstaten Guerrero, i den södra delen av landet, 120 km sydväst om huvudstaden Mexico City. Santa Lucía ligger 1 930 meter över havet och antalet invånare är 137.
Terrängen runt Santa Lucía är lite bergig. Runt Santa Lucía är det ganska glesbefolkat, med 35 invånare per kvadratkilometer. Närmaste större samhälle är Teloloapan, 19,8 km söder om Santa Lucía. I omgivningarna runt Santa Lucía växer huvudsakligen savannskog.